# حرمک (گلباف)
حرمک، روستایی از توابع بخش کشیت شهرستان گلباف استان کرمان است.